# Simtshausen
Simtshausen ist ein Ortsteil der Gemeinde Münchhausen im mittelhessischen Landkreis Marburg-Biedenkopf. Der Ortsteil besteht aus drei Teilen: Obersimtshausen, Mittelsimtshausen und Simtshausen (auch „Schlagpfütze“ genannt). Untersimtshausen liegt zwar dicht an Mittelsimtshausen, gehört aber zu Niederasphe.

## Geographische Lage
Simtshausen liegt in Mittelhessen an den Südausläufern des Rothaargebirges und dem Ederbergland im Burgwald. Durch den Ortsteil fließt die Wetschaft, östlich entlang verläuft die Bundesstraße 252.

## Geschichte

### Ortsgeschichte
Der Ort Obersimtshausen wurde um 1220 bekanntermaßen erstmals unter dem Ortsnamen Sigemanhusen schriftlich genannt, und zwar im Mannlehenverzeichnis des Stifts Wetter. Die Gemeinde Simtshausen wurde am 29. Oktober 1925 aus den Ortsteilen Ober-, Mittel-Simtshausen und Schlagpfütze sowie dem Bahnhof Simtshausen gebildete. Die Ortsteile gehörten bis dahin der Gemeinde Münchhausen (am Christenberg) an.
Zum 1. Juli 1974 wurden im Zuge der hessischen Gebietsreform die bis dahin selbständigen Gemeinden Münchhausen, Niederasphe, Simtshausen und Wollmar sowie der Ortsteil Oberasphe der Nachbarstadt Battenberg (Eder) im Landkreis Waldeck-Frankenberg kraft Landesgesetz zur neuen Großgemeinde Münchhausen zusammengeschlossen. Der Sitz der Verwaltung wurde der Ortsteil Münchhausen. Für alle durch die Gebietsreform in die Großgemeinde eingegliederten Gemeinden wurde je ein Ortsbezirk gebildet.

### Verwaltungsgeschichte im Überblick
Die folgende Liste zeigt die Staaten und Verwaltungseinheiten, denen Simtshausen angehört(e):
- vor 1925 siehe Münchhausen
- 1925: Deutsches Reich, Freistaat Preußen, Provinz Hessen-Nassau, Regierungsbezirk Kassel, Kreis Marburg
- ab 1944: Deutsches Reich, Freistaat Preußen, Provinz Kurhessen, Landkreis Marburg
- ab 1945: Amerikanische Besatzungszone, Groß-Hessen, Regierungsbezirk Kassel, Landkreis Marburg
- ab 1946: Amerikanische Besatzungszone, Hessen, Regierungsbezirk Kassel, Landkreis Marburg
- ab 1949: Bundesrepublik Deutschland, Hessen, Regierungsbezirk Kassel, Landkreis Marburg
- ab 1974: Bundesrepublik Deutschland, Hessen, Regierungsbezirk Kassel, Landkreis Marburg-Biedenkopf, Gemeinde Münchhausen[Anm. 1]
- ab 1981: Bundesrepublik Deutschland, Hessen, Regierungsbezirk Gießen, Landkreis Marburg-Biedenkopf, Gemeinde Münchhausen

### Gerichte seit 1821
Mit Edikt vom 29. Juni 1821 wurden in Kurhessen Verwaltung und Justiz getrennt. Der Kreis Marburg war für die Verwaltung und das Justizamt Wetter war als Gericht in erster Instanz für die Ortsteile von Simtshausen zuständig. Nach der Annexion Kurhessens durch Preußen 1866 erfolgte am 1. September 1867 die Umbenennung des bisherigen Justizamtes in Amtsgericht Wetter. Auch mit dem Inkrafttreten des Gerichtsverfassungsgesetzes (GVG) 1877 blieb das Amtsgericht bestehen. 1943 wurde das Amtsgericht Zweigstelle des Amtsgerichts Marburg und 1946 wurde auch die Zweigstelle geschlossen. Der Bezirk des Amtsgerichts Wetter ging im Bezirk des Amtsgerichts Marburg auf.

## Bevölkerung

### Einwohnerstruktur 2011
Nach den Erhebungen des Zensus 2011 lebten am Stichtag dem 9. Mai 2011 in Simtshausen 453 Einwohner. Darunter waren 9 (= 2,0 %) Ausländer. Nach dem Lebensalter waren 90 Einwohner unter 18 Jahren, 178 zwischen 18 und 49, 99 zwischen 50 und 156 und 96 Einwohner waren älter. Die Einwohner lebten in 189 Haushalten. Davon waren 39 Singlehaushalte, 48 Paare ohne Kinder und 72 Paare mit Kindern, sowie 27 Alleinerziehende und 3 Wohngemeinschaften. In 54 Haushalten lebten ausschließlich Senioren und in 213 Haushaltungen lebten keine Senioren.

### Einwohnerentwicklung
Quelle: Historisches Ortslexikon
| Ober- und Mittel-Simtshausen | Ober- und Mittel-Simtshausen |
| ---------------------------- | --- |
| 1681                         | 10 hausgesessene Mannschaften |
| 1812                         | 12 Häuser mit 183 Bewohnern |
| 1885                         | 22 Wohnhäuser mit 108 Bewohnern |
| Simtshausen                  | |
| 1961                         | 360 evangelisch, 56 römisch-katholische Einwohner. Erwerbspersonen: 111 Land- und Forstwirtschaft, 72 Produzierendes Gewerbe, 31 Handel und Verkehr, 15 Dienstleistungen und Sonstiges. |

| Simtshausen: Einwohnerzahlen von 1939 bis 2020 | Simtshausen: Einwohnerzahlen von 1939 bis 2020 | Simtshausen: Einwohnerzahlen von 1939 bis 2020 | Simtshausen: Einwohnerzahlen von 1939 bis 2020 | Simtshausen: Einwohnerzahlen von 1939 bis 2020 |
| --- | ---------------------------------------------- | ---------------------------------------------- | ---------------------------------------------- | ---------------------------------------------- |
| Jahr |                                                |                                                |                                                | Einwohner                                      |
| 1939 | 1939                                           |                                                | 326                                            | 326                                            |
| 1946 | 1946                                           |                                                | 463                                            | 463                                            |
| 1950 | 1950                                           |                                                | 462                                            | 462                                            |
| 1956 | 1956                                           |                                                | 431                                            | 431                                            |
| 1961 | 1961                                           |                                                | 419                                            | 419                                            |
| 1967 | 1967                                           |                                                | 480                                            | 480                                            |
| 1980 | 1980                                           |                                                | ?                                              | ?                                              |
| 1990 | 1990                                           |                                                | ?                                              | ?                                              |
| 2000 | 2000                                           |                                                | ?                                              | ?                                              |
| 2011 | 2011                                           |                                                | 453                                            | 453                                            |
| 2015 | 2015                                           |                                                | 490                                            | 490                                            |
| 2020 | 2020                                           |                                                | 446                                            | 446                                            |
| Datenquelle: Historisches Gemeindeverzeichnis für Hessen: Die Bevölkerung der Gemeinden 1834 bis 1967. Wiesbaden: Hessisches Statistisches Landesamt, 1968. Weitere Quellen: LAGIS; Zensus 2011; Dorfentwicklungsplan |                                                |                                                |                                                |                                                |

## Politik
Für Simtshausen besteht ein Ortsbezirk (Gebiete der ehemaligen Gemeinde Simtshausen) mit Ortsbeirat und Ortsvorsteher nach der Hessischen Gemeindeordnung. Der Ortsbeirat für den Ortsbezirk Simtshausen besteht aus sieben Mitgliedern. Die Wahlbeteiligung zur Wahl des Ortsbeirats bei der Kommunalwahl 2021 betrug 60,05 %. Alle Kandidaten gehörten der „Einheitsliste Simtshausen“ an. Der Ortsbeirat wählte Michael Haubrok-Terörde zum Ortsvorsteher.

## Wirtschaft und Infrastruktur

### Öffentliche Einrichtungen

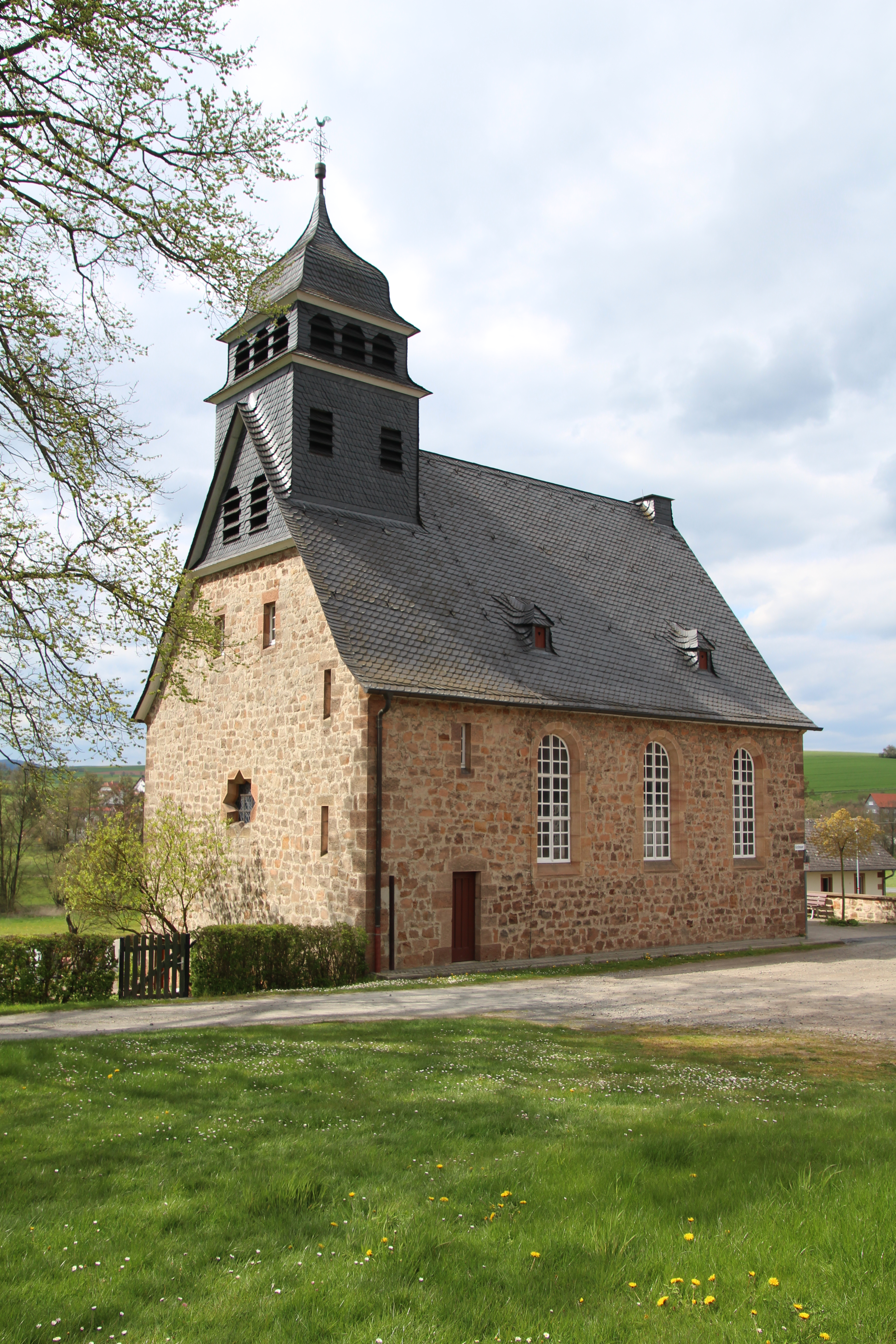
Die 1935–36 erbaute evangelische Kirche von Simtshausen

In Schlagpfütze befinden sich die meisten Einrichtungen von Simtshausen:
- ein Bürgerhaus
- ein Sportplatz
- ein Spielplatz

In Mittelsimtshausen steht eine Wassermühle.
Die evangelische Kirche in Simtshausen wurde 1935–36 von dem Marburger Architekten Karl Rumpf errichtet und zeigt im Chor ein Fenster des Marburger Glasmalers Erhardt Klonk.

### Verkehr

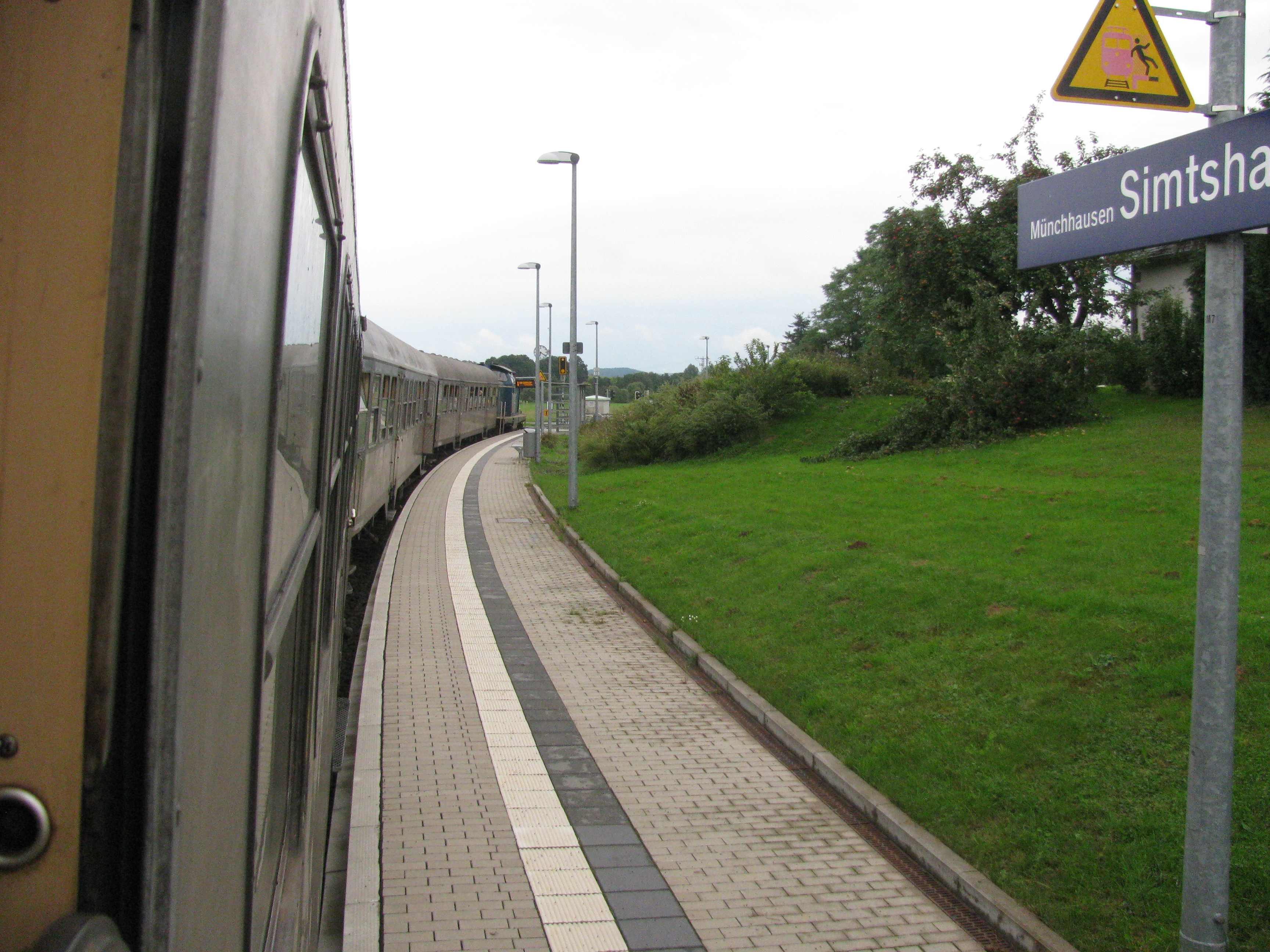
Haltepunkt Simtshausen

Simtshausen ist Haltepunkt der Burgwaldbahn bei Streckenkilometer 91,3. Dieser wird vom Lahn-Sauerland-Express bedient. Damit ist der Ort von Marburg und Frankenberg (Eder) per Bahn zu erreichen.
| Linie       | Verlauf | Takt                                                         |
| ----------- | --- | ------------------------------------------------------------ |
| RE 97 RB 97 | Lahn-Sauerland-Express: Brilon Stadt – Brilon Wald – Willingen – Usseln – Korbach Hbf – Korbach Süd – Vöhl-Thalitter (nur RB 97) – Vöhl-Herzhausen – Vöhl-Schmittlotheim (nur RB 97) – Vöhl-Ederbringhausen (nur RB 97) – Frankenberg-Viermünden – Frankenberg-Goßberg – Frankenberg (Eder) – Burgwald-Birkenbringhausen – Wiesenfeld – Ernsthausen – Münchhausen – Simtshausen – Wetter (Hessen) – Cölbe – Marburg (Lahn) Stand: Fahrplanwechsel Dezember 2021 | 60/120 min (Brilon–Frankenberg) 60 min (Frankenberg–Marburg) |

Am 20. Oktober 2023 wurde die Ortsumgehung der B 252 nach rund 10 Jahren Bauzeit für den Verkehr freigegeben. Für die Bürgerinnen und Bürger endete damit ein rund 40-jähriger Kampf für die Umgehung und somit auch für die Entlastung vom Verkehr. Die alte B 252 spaltete Simtshausen förmlich in westlich und östlich gelegene Teile und nahm somit Einfluss auf das Leben im Ort.

## Persönlichkeiten
- Euricius Cordus (1486–1535), Humanist
- Willi Croll (1926–2018), Verbandsfunktionär